# Repetto (Schuhmarke)
Repetto ist eine französische Schuhmarke in Saint-Médard-d’Excideuil, die 1947 gegründet wurde. Repetto ist Marktführer für Ballettschuhe.

## Geschichte

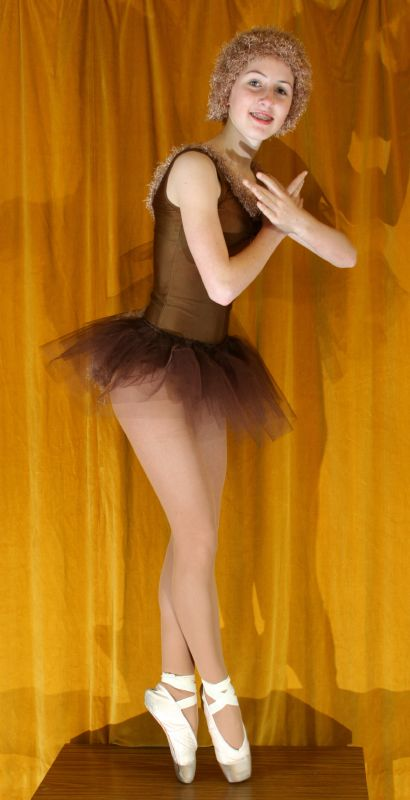
Tänzerin mit Ballettschuhen von Repetto

Im Jahr 1947 gründete Rose Repetto (* 1907 in Mailand; † 1984 in Paris) auf Anregung ihres Sohnes Roland Petit, ein Tänzer und Choreograf von internationalem Ruf, die Firma mit einem kleinen Atelier in der Rue de la Paix in der Nähe der Opéra National de Paris. Rose Repetto entwickelte Ballettschuhe, die besonders angenehm für die Tänzer und Tänzerinnen zu tragen sind. Im Jahr 1959 eröffnete sie ihre erste Boutique in der Nr. 22 rue de la Paix in Paris. Zahlreiche Tänzer wurden ihre Kunden: Maurice Béjart, Rudolf Noureev, Mikhail Baryshnikov und viele andere mehr. Das besondere an der Herstellung der Schuhe besteht darin, dass die Sohlen verkehrt herum gearbeitet und dann gewendet werden. So besitzen sie eine besondere Geschmeidigkeit. 1967 verlegte Rose Repetto die Produktion nach Saint-Médard-d’Excideuil im Département Dordogne. Die Schuhe von Rose Repetto wurden durch Brigitte Bardot einem breiten Publikum bekannt, die sie in dem Film Et Dieu… créa la femme trug.
Nach dem Tod der Gründerin wurde die Firma von der amerikanischen Gesellschaft Esmark übernommen, die sie 1988 der Banque populaire weiterverkaufte. Im Jahr 1998 übernahm Jean Marc Gaucher, ehemaliger Leiter von Reebok in Frankreich, das Unternehmen, das seit Jahren einen Niedergang erlebt hatte.
Der neue Eigentümer schaffte es, trotz einer Insolvenz im Jahr 2002, das Unternehmen im Luxussegment zu positionieren und international auszurichten. Die Zusammenarbeit mit bekannten Modemarken wie Issey Miyake, Yōji Yamamoto und Comme des Garçons trugen dazu wesentlich bei.

## Produkte

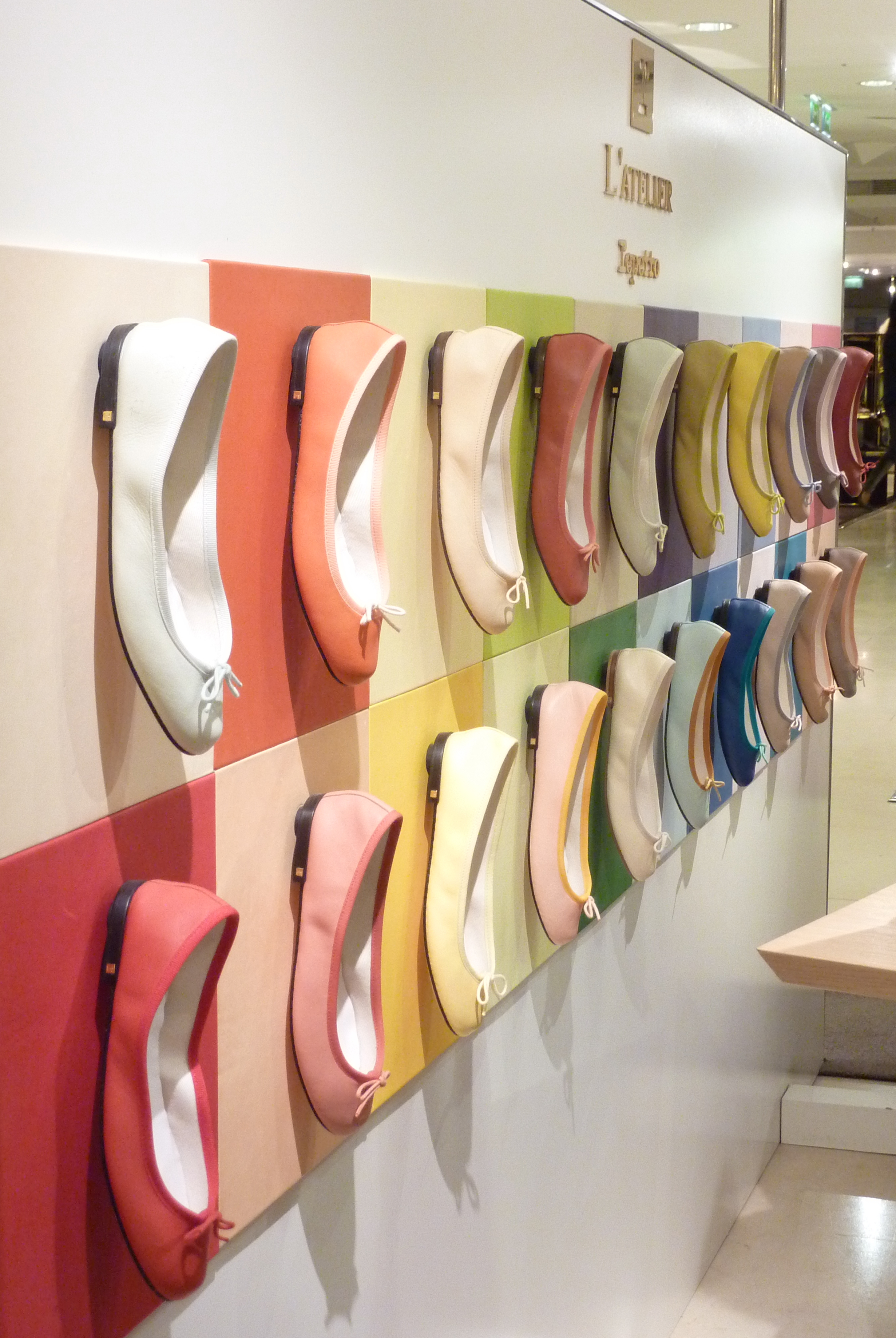
Schuhe von Repetto

Das Unternehmen Repetto, das in Frankreich 350 Beschäftigte hat, produziert zur Zeit 450.000 Paar Schuhe im Jahr, die zu 50 % exportiert werden.
Produktangebot in 250 verschiedenen Farben:
- Ballettschuhe (100.000 Paar jährlich)
- Ballerina
- Stiefel
- Mokassin
- Mary Jane
- Pumps